# Sacra conversazione di san Ruffillo
La Sacra conversazione di san Ruffillo è un affresco staccato (223x196 cm) di Pontormo, databile al 1514 circa e conservato nella Cappella di San Luca della basilica della Santissima Annunziata a Firenze e proprietà dell'Accademia delle arti del disegno.

## Storia
L'affresco proviene da una parete della distrutta chiesa di San Ruffillo e quando venne demolita nel 1823, fu staccata a massello e trasferita all'Annunziata, la cui cappella dei pittori veniva ristrutturata in quegli anni: l'opera fu utilizzata così a chiudere il vecchio vano della porta. Durante lo stacco andò distrutta la parte superiore in cui si trovava Dio Padre con cherubini.
Venne nuovamente staccato durante il restauro che si rese necessario dopo l'alluvione del 1966, ritrovando anche una sinopia relativa però a un'altra opera, simile, ma attribuita a Raffaellino del Garbo (La scheda ufficiale di catalogo). Tale lavoro presenta tracce di colore e si può pensare che sia stato tenuto a vista finché Pontormo non vi eseguì sopra la sua opera, basandosi su un disegno lasciato con il più moderno spolvero.
Si tratta di un lavoro giovanile dell'artista, quando muoveva i primi passi dopo l'apprendistato nella bottega di Andrea del Sarto. Si conoscono almeno tre disegni preparatori al Kupferstich-Kabinett di Dresda (C 80 recto e verso), alla Biblioteca Corsiniana di Roma (n. 124229 recto e verso) e al Gabinetto dei Disegni e delle Stampe degli Uffizi.

## Descrizione e stile
Una longilinea Madonna regge un agitato Bambino in grembo, compiendo una torsione a serpentina con cui sembra alzarsi da un invisibile sedile. Attorno ad essa stanno quattro santi in pose complementari: alle estremità santa Lucia col corpo di profilo e la testa ruotata verso lo spettatore, che solleva un piatto coi propri occhi, simboleggiante il martirio che la accecò (nell'altra mano tiene la palma), a destra san Michele Arcangelo, che è frontale con la testa però di profilo verso Maria, che alza invece la bilancia, suo tipico attributo con cui peserà le anime il giorno del Giudizio, e regge con la sinistra la spada.
Più vicini al Bambino sono due santi inginocchiati e disposti lungo una diagonale che amplifica la profondità spaziale. A sinistra sant'Agnese, con la testa languidamente ruotata al cielo, e a destra san Zaccaria, di spalle.
L'impaginazione si rifà a importanti modelli coevi, in particolare alle sacre conversazioni di Fra Bartolomeo (Sacra conversazione Cambi, 1509, chiesa di San Marco di Firenze; Pala Pitti, 1512, Galleria Palatina) e di Andrea del Sarto (Matrimonio mistico di santa Caterina d'Alessandria, 1513 circa, Gemäldegalerie di Dresda). Rispetto ai modelli però l'artista si distaccò rielaborando in maniera personale la composizione, all'insegna di uno spazio ridotto e compresso, nonché di una forte torsione dei corpi, dissolvendo quell'armonioso equilibrio di forme inserite in uno spazio perfettamente misurabile, propria del Rinascimento. In direzione anticlassica si impostano anche le stesse fisionomie e l'accentuazione sentimentale di alcune figure, come la ritrosia del bambino, la smorfia estatica di Agnese, lo struggimento di Michele.